# Jadis
Jadis, también conocida como la Bruja Blanca, es un personaje ficticio del universo de Las Crónicas de Narnia creada por C. S. Lewis, y es la principal antagonista de los libros El sobrino del mago y El león, la bruja y el armario. Según la mitología de Narnia, ella es descendiente de la primera esposa de Adán, Lilith, de la raza de los genios, y su padre, cuyo nombre es desconocido, es de la raza de los gigantes. Sus actuaciones en los dos primeros libros son las más evidentes.

## En los libros

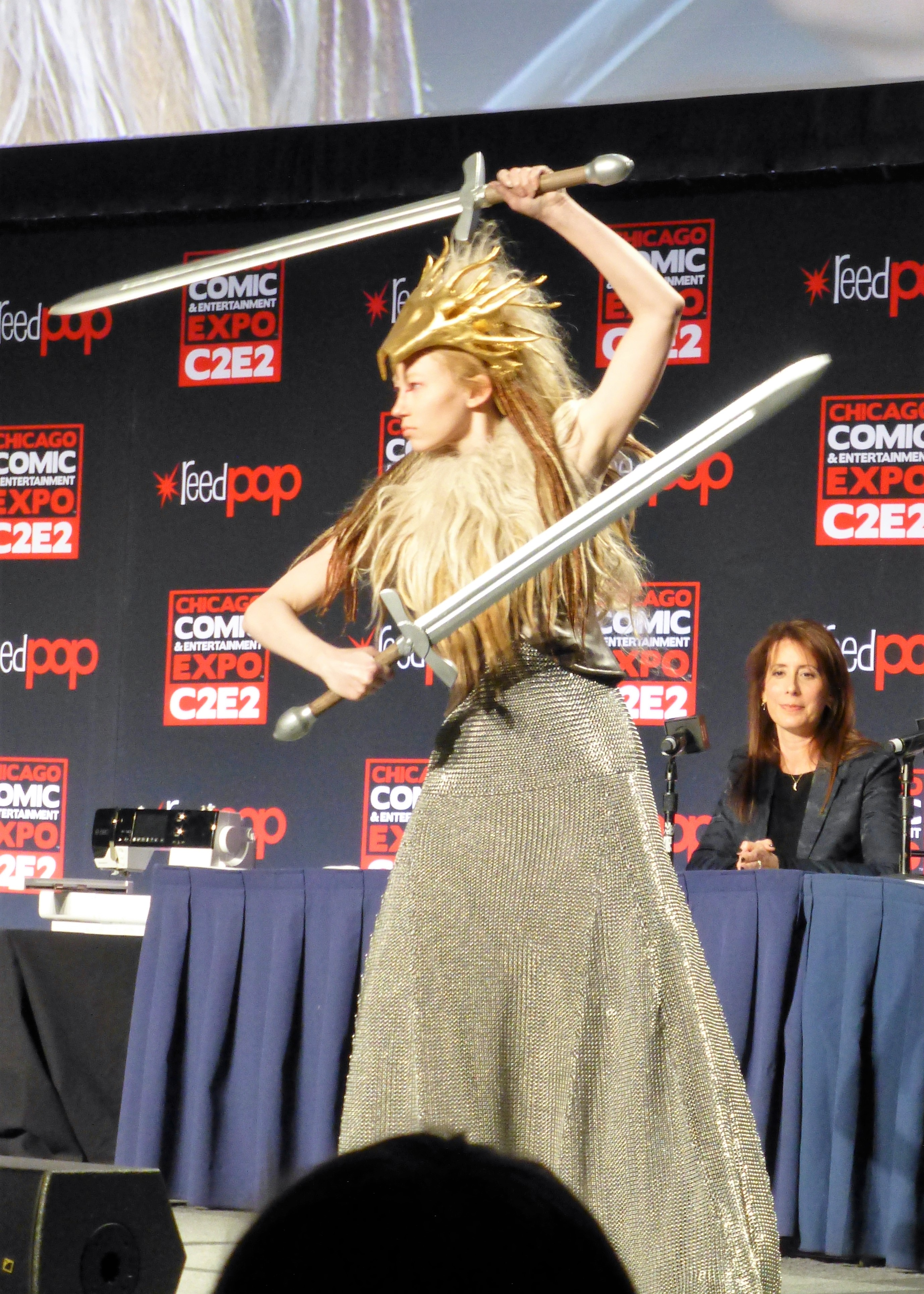
Cosplay de Jadis

La bruja blanca es una bruja de carácter maligno que dejó a Narnia en un largo invierno.

### El origen de Jadis
Según el libro El sobrino del mago, Jadis pertenecía a la realeza. Era la reina de un gran país llamado Charn. Ella descendía de Lilith raza de los genios la según primera esposa de Adán. Cuando Digory Kirke y Polly Plummer viajaron a Charn por medio de unos anillos, encontraron que esta se hallaba desierta. Tal y como lo describe Digory, Charn era "...un lugar en ruinas, deshabitado, con un cielo oscuro y un sol moribundo". Llegaron a un palacio en el que encontraron una galería llena de estatuas de personas que parecían de cera. Los primeros rostros eran gente bondadosa y sensata, pero mientras iban avanzando se volvía crueles, orgullosos e infelices; la última estatua era la de Jadis, y parecía que había más sitios para poner más estatuas a continuación. Digory la describió como: "La última de todas las figuras[...], una mujer[...], con una expresión tal de ferocidad y orgullo que lo dejaba a uno sin respiración...sin embargo, al mismo tiempo era muy hermosa". En la habitación había una campana junto con un martillo con un sortilegio que incitaba a golpearla. Sin pensar en las consecuencias, Digory la golpeó. Crujieron las paredes y tembló el techo. Cuando se dieron cuenta, la reina se plantó delante de ellos. Exigió explicaciones de quién la había despertado y, acto seguido, agarró a los niños y huyeron del palacio, pues se estaba haciendo pedazos. Jadis poseía tal fuerza que Polly pensaba: "Es una mujer terrible, tiene tanta fuerza que puede romperme el brazo con un movimiento"... No podían salir del palacio pues una puerta se lo prohibía; pero Jadis fue, se irguió y pronunció un conjuro terrible (con el gesto de como si lanzara algo a las puertas) y las destruyó. Cuando hubieron escapado, la reina o más bien "bruja", comenzó a relatarles la historia de ese lugar. Ella destruyó aquel lugar por la ambición al trono que rivalizaba con su hermana. Lucharon cada una con su propio ejército; pero Jadis iba perdiendo. Cuando el último soldado de Jadis cayó, miró a su hermana y pronunció el maleficio más poderoso que había en el mundo: la Palabra Deplorable, que destruiría a todo ser viviente excepto al que la pronunciase. Habiendo aniquilado a todo ser vivo, se hechizó para quedarse como una estatua en la galería. Cuando hubo terminado de hablar, preguntó a los niños sobre dónde venían, para conquistar el mundo tal y como conocemos ahora. Ellos trataron de escapar, pero la bruja fue más rápida y consiguió agarrar a los niños mientras se ponían los anillos, y apareció en Londres. El tío de Digory se maravilló por la criatura que había aparecido por allí. No obstante, ella lo trató como un gusano, pues decía que no tenía auténtica magia en su sangre. Le ordenó que le trajera un carruaje y Andrew (el tío) fue. La tía Letty se interpuso en su camino, y la bruja pronunció contra ella el mismo maleficio que destruyó las puertas en Charn; pero su brujería no funcionaba en nuestro mundo. Sin embargo, utilizó la fuerza para desquitarse de ella, y lo hizo. Digory (que no había estado presente cuando la bruja vio que no funcionaba su magia) temió por la gente y salió en su persecución. La bruja apareció montada en el techo de un cabriolé azotando sin piedad al caballo para que corriera. La gente salió tras ella, pero era demasiado veloz. La bruja por su parte, arrancó un brazo de hierro de un porte de luz y comenzó a atizar a la gente. Cuando Digory tenía agarrada a duras penas a la bruja, Polly al tío Andrew y al cochero del cabriolé, se pusieron los anillos y aparecieron en la Nada. Todos andaban juntos, pero no podían verse pues estaban en el Vacío. De repente, comenzó a sonar una música deliciosa, a la que Jadis respondió con odio. Empezó a aparecer un cielo, montañas, ríos etc. Todos (excepto la bruja) estaban maravillados pero, para su sorpresa, apareció un león enorme del que provenía la música: Aslan. Jadis sabía que aquel león poseía un poder muy distinto del suyo y mucho más poderoso, y lo odiaba. Decidida, avanzó hacia Aslan para enfrentarlo y le arrojó la barra de hierro. Le alcanzó, pero no le hizo el menor daño y ni sonó el golpe. La bruja ante semejante respuesta, huyó despavorida y gritando por los bosques, y desapareció. Más adelante, cuando Digory entró en el Jardín Prohibido, se la encontró terminando de comerse una manzana de la Juventud y Poder. El huyó de ella. Ella lo perseguía persuadiéndole y engañándolo, pero él la resistió. La bruja lo maldijo y se marchó a los territorios del norte por una largo tiempo, pues había un árbol que protegería a Narnia de ella por cientos y cientos de años.
Respecto a la barra que cayó al suelo al arrojárselo a Aslan, creció y se convirtió en una brillante farola; fue la que se encontró Lucy en su primera aventura en Narnia.
Cierto día el Árbol Protector envejeció y murió, dando paso al dominio de Jadis que convertiría Narnia en un país de hielos y nieves durante cien años, para ser conocida como " La Bruja Blanca".

### Los cien años de invierno
La época de los cien años de invierno se llevan a cabo durante el reinado de Jadis en Narnia. Jadis usó un hechizo muy poderoso para lograr hacer los cien años de invierno en Narnia (aunque esperaba que el invierno fuera eterno). Jadis había escuchado de una profecía que decía que la llegada de dos niños y dos niñas (hijos de Adán e hijas de Eva) serían su perdición (la profecía probablemente la oyó de los centauros). Jadis puso la ley de que cualquier humano que se viera en Narnia debía ser llevado ante ella para su ejecución o la conversión de este en piedra gracias a su varita mágica. Un día Lucy Pevensie logra acceder a Narnia y es encontrada por un fauno llamado Tumnus, con el que forma una amistad; la bruja blanca se entera de esto y perdona la vida del Señor Tumnus a cambio de que éste se volviera su espía y le entregara a los humanos que viera a base de engaños; pero esto no funcionó ya que dejó escapar a Lucy Pevensie. Lucy le cuenta a sus hermanos acerca de Narnia y el señor Tumnus, sin embargo se niegan a creerle. Un día su hermano, Edmund Pevensie logra entrar a Narnia y conoce a Jadis La Bruja Blanca quien, con delicias turcas y chocolates, se ganó la amistad de Edmund,  esta ordena a la policía secreta conformada por lobos que arrestaran al señor Tumnus por dejar ir a Lucy y posteriormente lo convierte en piedra en su castillo. Antes de que Edmund se fuera le dijo que llevara a sus hermanos ante ella para que él fuera Rey y sus hermanos fueran sus sirvientes pues Edmund era día a día marginado por sus tres hermanos y los odiaba por eso. Después de varios días los cuatro hermanos, huyendo del ama de llaves, entran por "accidente" a Narnia y son encontrados por una pareja de castores parlantes quienes les advierten que la Bruja Blanca los quiere asesinar, los llevan a su madriguera para esconderse y Edmund se escabulle para buscar la recompensa ofrecida por la Bruja Blanca;llega solo al castillo de Jadis provocando la furia de esta, pero Edmund lo compensó diciendo el escondite de sus hermanos y su nuevos amigos los castores. Jadis envió a los lobos a matar a los niños, pero estos habían previsto los movimientos de la bruja blanca y habían huido. Cuando esta encontró a un zorro, que había dejado escapar a los niños iba a ser petrificado pero Edmund intervino y le mencionó sobre la mesa de piedra, donde se reuniría su peor enemigo; el león Aslan y su ejército que quiere derrotarla. Jadis se encaminó en trineo junto con su enano súbdito y Edmund. En el camino encontraron a unos animales y criaturas mágicas comiendo delicias que les regaló Papá Noel, cosa extraña porque era un invierno eterno pero sin Navidad, lo que significaba que su hechizo estaba siendo destruido.

### La primavera y el triunfo de Jadis
Jadis dejó su trineo pues al no haber nieve por acabar el invierno, no podía seguir en él. Llegó con su enano y Edmund a un bosquecillo oscuro. Edmund cayó en la cuenta de que Jadis solo intentaba perjudicarle y maltratarle. Eso era así el pobre niño sufrió un infierno producido por aquella bruja que sería recordado años después. A continuación Jadis se decidió por matar a Edmund pero uno de sus lobos regresó diciendo que el jefe de la policía había muerto a manos del hermano mayor de Edmund; Peter Pevensie y a continuación unos quince guerreros del león Aslan llegaron para matarlo pero esta usó un hechizo para que ella y su enano aparentaran ser una roca y un tronco mientras el lobo fue a reunir el ejército de la bruja y los quince guerreros rescataron a Edmund.
La bruja pidió una conferencia con Aslan diciéndole que según las leyes mágicas de Narnia, que de no ser obedecidas destruirían a Narnia, todo traidor le pertenece a ella (tal vez así reunió su ejército para dominar Narnia) e iba a sacrificar a Edmund en la legendaria Mesa de piedra. Aslan habló con ella en privado y dio su vida a cambio de la de Edmund. El ejército de Aslan se alejó de la mesa de piedra, la cual, en la noche estaba rodeada de monstruos y horrendas criaturas seguidores de Jadis. Ahí ella con su cuchillo de piedra mató a Aslan sin saber que Lucy Pevensie y Susan Pevensie se dieron cuenta de eso mientras estaban escondidas en unos árboles.

### El fin del reinado de Jadis
Jadis se enfrentó con su ejército un día después de la muerte de Aslan, al ejército de Peter. El ejército de Jadis era mucho mayor que el de Peter. En medio de la batalla, Jadis tomó la ventaja convirtiendo a todo el que se le cruzaba en piedra pero Edmund rompió su varita. Edmund quedó lastimado y Jadis se enfrentó con Peter (es posible que la bruja no pudiera derrotar a Peter con su cuchillo de piedra a pesar de que Peter entrenó con su espada solo 2 días, ya que puede ser que ella perdió su habilidad de pelear al usar mucho la varita y además una espada es más larga que un cuchillo). Finalmente, Aslan regresa de la vida pues Jadis no sabía que si una persona se sacrifica en lugar de un traidor y no ha hecho crimen alguno, la mesa de piedra se romperá y la muerte dará marcha atrás. Así fue como Aslan reconvirtió a las estatuas de piedra de Jadis que tenía en su castillo en un ejército de refuerzo de más de mil soldados, dándole muerte a la mayoría del ejército de Jadis y Aslan dándole muerte a esta misma comiéndosela viva.

### La casi resurrección de Jadis
Durante el libro El príncipe Caspian, un enano llamado Nikabrik, un hombre lobo y una hechicera intentan traerla a la vida para derrotar a los telmarinos, pues la desesperación que allí reinaba era increíble. Intentaron que Caspian X diera su sangre con la que traería de nuevo a la vida a Jadis que estaba encerrada en una prisión de hielo. Peter frenó esto apartando a Caspian X de la vista de Jadis, pero él estuvo a punto de caer en el engaño de Jadis, el cual se basaba en falsas promesas, de no haber sido por Edmund, que con una simple espada atravesó a su antigua reina, destrozando su prisión de hielo y haciendo que esta desapareciera según la película , pero en el libro no hace ninguna aparición .   En la adaptación cinematográfica de La Travesía del Viajero del Alba, aparece la niebla de la isla oscura, o la isla negra en otras versiones; la niebla hace que las personas vean sus peores miedos, en este caso Edmund ve a la bruja blanca y vuelve a ser tentado por esta pero la derrota por segunda vez  . Pero igual que en el príncipe caspian no hace ninguna aparición.

### El cuchillo de piedra
En el libro El león, la bruja y el armario este es propiedad de la Bruja Blanca por lo que lo lleva a la Batalla de Beruna pero en el libro La Travesía del Viajero del Alba, el cuchillo de piedra (que usó Jadis para matar a Aslan en la Mesa de Piedra) desaparece inmediatamente después de matar a Aslan y está en la Mesa de Aslan, donde todo aquel que se siente quedará encantado en un sueño eterno y solo despertarán si alguien va al fin del mundo y no regresa jamás.

#### La Varita de Hielo
No se sabe de su origen pero es utilizada de un lado por la Bruja Blanca para hechizar a Narnia con 100 años de invierno sin Navidad( que pretendía que fuera eterno) y del otro para petrificar a cualquier ser vivo que toque la varita de ese lado, parte de la varita que uso para conquistar Narnia, vencer a quienes intentaban rebelarse contra ella y para intentar vencer al ejército de Aslan comandado por Peter pero en la batalla justo cuando está dispuesta a petrificar a Peter, Edmund deja caer todo el peso de su espada sobre la varita rompiéndola pero Jadis entierra filo de la vara en el estómago de Edmund dejándolo herido. Después de esto no se sabe que le pasa pero en el libro "El príncipe Caspian " es tratada por una hechicera que decide utilizar para querer revivir a Jadis pero el intento falla y no se sabe que le pasa a la varita( aunque es recordada por generaciones de narnianos para tener cuidado de si ver o encontrar una varita igual o peor destruirla como hizo el Rey Edmund.

### Los recuerdos de Edmund
Cuando ya Edmund era un hombre y, después de haber salvado Archenland del ejército de Rabadash y encerrado a este, Edmund discute con su hermana Lucy y el Rey Lune que hacer con Rabadash, y cuando proponen matarlo por traición, él dice que hasta el peor de los traidores se puede reformar y que él conocía a uno, se refiere a sí mismo. Debido a los acontecimientos ocurridos en su primera aventura en Narnia del libro El león, la bruja y el ropero donde él fue manipulado por la bruja blanca haciendo que traicionara a su familia.

## En el cine

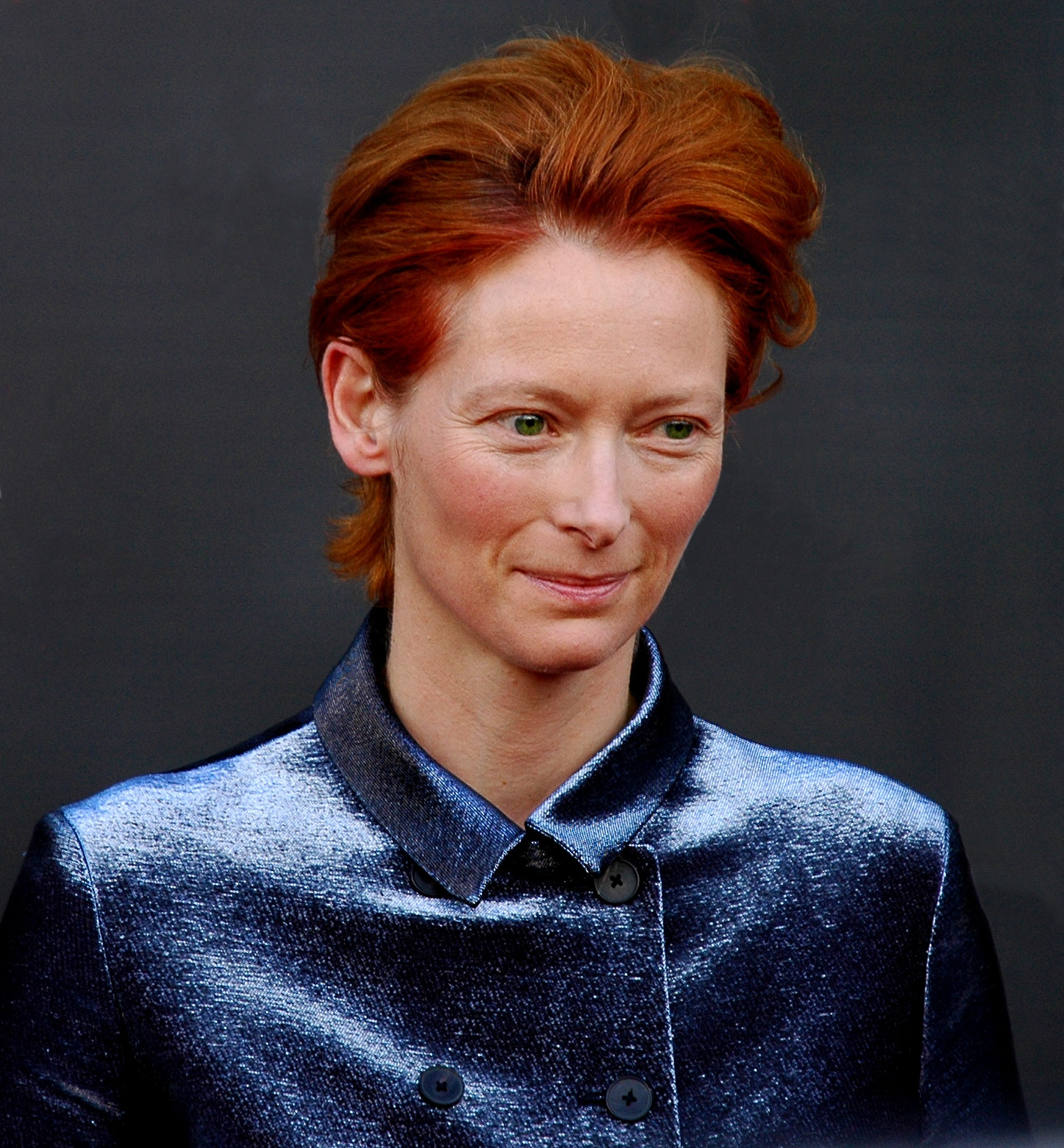
Tilda Swinton, intérprete de Jadis

### Adaptación cinematográfica
En las adaptaciones cinematográficas de Las Crónicas de Narnia: El león, la bruja y el armario, Las crónicas de Narnia: el príncipe Caspian y Las crónicas de Narnia: la travesía del Viajero del Alba es representada por la actriz británica Tilda Swinton.